# Åtvidaberg (plaats)
Åtvidaberg (spreek uit: oot-widda-berj) is de hoofdplaats van de gemeente Åtvidaberg in het landschap Östergötland en de provincie Östergötlands län in Zweden. De plaats heeft 6947 inwoners (2005) en een oppervlakte van 554 hectare.

## Verkeer en vervoer
Bij de plaats lopen de Riksväg 35 en Länsväg 134.
De plaats heeft een station aan de spoorlijn Linköping - Västervik.